# Вешеник
Вешеник (словен. Vešenik) је насељено место у општини Словенске Коњице, Савињска регија, Словенија.

## Историја
До територијалне реорганизације у Словенији био је у саставу старе општине Словенске Коњице.

## Становништво
У попису становништва из 2011. године, Вешеник је имао 373 становника.
| Број становника према пописима | Број становника према пописима | Број становника према пописима |
| ------------------------------ | ------------------------------ | ------------------------------ |
| 1991                           | 2002                           | 2011                           |
| 182                            | 291                            | 373                            |

Напомена: Године 1980. умањено за део насеља који је припојен насељу Словенске Коњице. Године 2013. извршена је мања размена територије између насеља Добрнеж и Вешеник.